# 陳遐齡

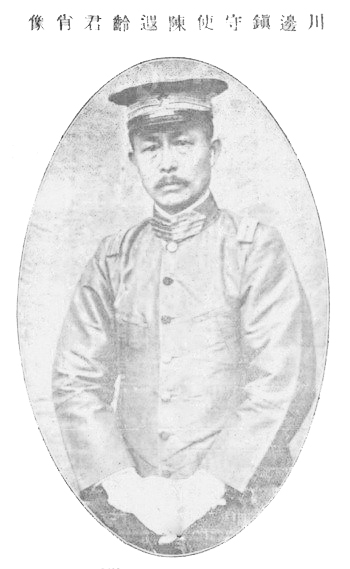

陳遐齡（1873年—1950年12月）字立鶴，号雲皋，湖南省辰州府溆浦县人，中華民国军事将领。

## 生平
1894年（光緒20年），陳遐齡参加甲午武举合格。後来他留学日本，毕业于陸軍士官学校。1907年（光緒33年）赴四川省任标统。
1917年（民国6年）10月，陳遐齡護理川边鎮守使，割据西康地区。翌年2月，他继熊克武之後正式被任命为川边鎮守使。4月，藏軍进攻西康，陳遐齡迎撃。但是，因为无望求得北京政府中央方面的支援，8月他和藏军达成和議。以後7年，他一直担任川边鎮守使，1922年（民国11年）获北京政府将军府授予“康威将軍”。
1924年（民国13年）5月劉湘被任命为川边（川康）防務督办，同川边鎮守使陳遐齡形成鼎立局面。此後，陳遐齡遭到川軍指揮官劉成勳的攻击，劉成勳于同年12月继劉湘之後任川边防務督办。1925年（民国14年）2月，川边防務督办改为西康屯墾使，劉成勳继续任西康屯墾使。陳遐齡见大勢已決从而下野，同時川边鎮守使一职被裁撤。
下野後的陳遐齡隐居北京。1937年（民国26年）归乡。此後，他担任湖南省参議会参議員，作为地方名士参与社会事业。1944年迁至溆浦县的国立师范学院，曾借用他的庄园。中華人民共和国成立後，他留在故乡。
1950年12月，陳遐齡因反革命罪被人民政府处决。享年78岁。1984年5月，中国共産党平反了其冤案，为陳遐齡恢复名誉，认定其为「愛国人士」。

### 引用
1. ↑  撰文：刘见华. . 红网. 2012-07-24  [2015-12-06]. （原始内容存档于2015-12-08） （简体中文）.